# Sabicas
Sabicas (Agustín Castellón Campos), född 1912 i Pamplona, Spanien, död 14 april 1990 i New York, var en spansk flamencogitarrist.

## Diskografi (ej komplett)
- Furioso !
- Flamenco on Fire
- Flamenco Fiesta
- Queen of the Gypsies (med Carmen Amaya)
- Flamenco! (med Carmen Amaya)
- Flamenco Puro
- Rock Encounter (med Joe Beck)
- Sabicas y Escudero (med Mario Escudero)
- Fantastic Guitars (med Mario Escudero)
- From the Pampas to the Rio Grande (med Mario Escudero)
- Festival Gitana (med Los Trianeros)
- Sabicas, the greatest flamenco guitarist, Electra volumes 1-3
- El Rey de Flamenco
- Flamenco Reflections
- Flamenco!!
- Flamenco Fantasy
- Flaming Flamenco Guitar
- Flamenco Virtuoso
- Sixteen Immortal Performances
- Solo Flamenco
- The Art of the Guitar
- Tres guitarras tiene Sabicas
- Gypsy Flamenco